# Avenida Pedro Miotta
La avenida Pedro Miotta es una de las principales avenidas del distrito de San Juan de Miraflores, en la ciudad de Lima, capital del Perú.

## Recorrido
La avenida inicia su recorrido cerca a la intersección vial Atocongo (cruce de la carretera Panamericana Sur con las avenidas Tomás Marsano y Los Héroes) en el distrito de San Juan de Miraflores, cerca al límite con el distrito de Santiago de Surco. La avenida recorre de noroeste a sur, siguiendo el trazo de la avenida Los Lirios.
A lo largo de su recorrido, se encuentran varios hitos importantes como el centro comercial Mall del Sur, el campus de Zegel de Lima Sur, la Casa de la Juventud de San Juan de Miraflores, el policlínico San Juan, un supermercado Metro, el albergue municipal María Rosario Araoz, una sede del colegio Innova Schools, la central hidroeléctrica de San Juan de Miraflores, unas oficinas de la empresa Luz del Sur y el Club Metropolitano Huayna Cápac. Asimismo, en esta vía está planeada la construcción de la estación homónima de la línea 3 del Metro de Lima y Callao.
En su recorrido, cruza las avenidas Lizardo Montero, Vargas Manchuca y Víctor Castro Iglesias. Desemboca en la avenida Mateo Pumacahua. Su trazo es continuado por la antigua Panamericana Sur, en el distrito de Villa El Salvador.
En unos años, la avenida Pedro Miotta será la continuación de la avenida Paseo de la República (con la ampliación de la vía expresa sur), lo que ayudará a conectar el distrito de Villa El Salvador con el centro histórico de Lima.